# Pot Black
Der Pot Black, 2005 und 2006 offiziell Pot Black Cup, war ein professionelles Snooker-Einladungsturnier, das eine wichtige Rolle bei der Popularisierung des modernen Snooker spielte. Ab der Erstaustragung im Jahr 1969 wurde das von der BBC im Serienformat ausgestrahlte Turnier jährlich bis einschließlich 1986 ausgetragen, Neuauflagen fanden von 1991 bis 1993 sowie von 2005 bis 2007 statt. Rekordsieger ist Steve Davis mit vier Titeln; das höchste Break der Turniergeschichte war Mark Williams’ 119er-Break bei der Ausgabe 2006.

## Geschichte
Ende der 1960er-Jahre gab es seit kurzem die Möglichkeit des Farbfernsehens. Die BBC suchte nach Möglichkeiten, diese neue Technik sinnvoll zu nutzen. Man entschied sich dabei unter anderem für ein Snookerturnier. Der ursprüngliche Vorschlag dafür kam von Ted Lowe, doch Programmdirektor David Attenborough unterstützte ihn. Maßgeblich für die Entscheidung war, dass man Snooker mit seinen zahlreichen farbigen Bällen leichter im Farbfernsehen als im Schwarz-Weiß-Bild verfolgen konnte, auch wenn der Sport gerade im Niedergang begriffen war. Zum Turnier wurden einige Spieler der Weltspitze eingeladen. Ted Lowe wurde Organisator des Turnieres und auch TV-Kommentator. Im Laufe der Turniergeschichte spielten die Teilnehmer in verschiedenen Modi den Turniersieger, traditionell gingen die meisten Spiele aber nur über einen einzigen Frame. In späteren Jahren gab es aber einige Endspiele, die über mehrere Frames gingen. Das Turnier wurde beginnend mit der Erstausgabe in den Pebble Mill Studios in Birmingham um den Jahreswechsel herum ausgetragen und aufgezeichnet. Im folgenden Winter und Frühjahr wurde das Turnier im Fernsehen als Serie ausgestrahlt, genauer gesagt auf BBC2. Pro Woche wurde ein Spiel gezeigt, sodass eine Sendung in etwa 30 Minuten dauerte. Die Beteiligten, also auch die Spieler sowie die Presse, mussten derweil über die Ergebnisse schweigen.
Durch die Übertragung im Fernsehen sorgte das Turnier dafür, dass der Snookersport wieder populärer wurde. Damit gilt es der Beginn des Turnieres als wichtiges Ereignis in der Geschichte des Snookers. Durch den Pot Black wurden zudem auch einzelne Spieler national bekannt. Da der Sport in den 1980er-Jahren derart populär war, wurden längst zahlreiche andere Turniere im Fernsehen gezeigt, sodass der Pot Black an Relevanz verlor. 1986 wurde das Turnier deshalb eingestellt. Zwischen 1991 und 1993 folgte eine Neuauflage an drei verschiedenen Orten in England, bei der versucht wurde, durch eine Zeitbegrenzung die Spiele interessanter zu machen. Eine weitere Neuauflage folgte zwischen 2005 und 2007 in London und Sheffield, während der zweimal ein neues Maximum Break erzielt werden konnte. In den Jahren 2005 und 2006 firmierte das Turnier offiziell unter dem Namen Pot Black Cup, welcher sich aber nicht durchsetzen konnte. Nach der Ausgabe 2007 wurde das Turnier aber endgültig eingestellt. Zwischenzeitlich gab es mit dem Junior Pot Black und dem Seniors Pot Black auch zwei Ableger des Turnieres.
Von 1975 bis 1984 gab der Produzent der Show etwa jährlich ein Buch namens Pot Black heraus, das verschiedenste Aspekte des Snookersportes behandelte. Später nutzten auch verschiedene Snooker-Jahrbücher den Namen des Turnieres.

## Sieger
Die folgende Tabelle zeigt die Finalergebnisse des Pot Blacks.
Legende: Pkt. = Punkte, sofern nicht anders angegeben aus einem Frame; Fr. = Frames
| Jahr                          | Austragungsort                  | Sieger                        | Ergebnis                      | Finalist                      | Sponsor                       | Saison                        |
| Pot Black – Einladungsturnier | Pot Black – Einladungsturnier   | Pot Black – Einladungsturnier | Pot Black – Einladungsturnier | Pot Black – Einladungsturnier | Pot Black – Einladungsturnier | Pot Black – Einladungsturnier |
| ----------------------------- | ------------------------------- | ----------------------------- | ----------------------------- | ----------------------------- | ----------------------------- | ----------------------------- |
| 1969                          | Birmingham Pebble Mill Studios  | Ray Reardon                   | 88:29 (Pkt.)                  | John Spencer                  | –                             | –                             |
| 1970                          | Birmingham Pebble Mill Studios  | John Spencer                  | 88:27 (Pkt.)                  | Ray Reardon                   | –                             | –                             |
| 1971                          | Birmingham Pebble Mill Studios  | John Spencer                  | 61:40 (Pkt.)                  | Fred Davis                    | –                             | 1970/71                       |
| 1972                          | Birmingham Pebble Mill Studios  | Eddie Charlton                | 75:43 (Pkt.)                  | Ray Reardon                   | –                             | 1971/72                       |
| 1973                          | Birmingham Pebble Mill Studios  | Eddie Charlton                | 93:33 (Pkt.)                  | Rex Williams                  | –                             | 1973/74                       |
| 1974                          | Birmingham Pebble Mill Studios  | Graham Miles                  | 147:86 (Pkt.) 1               | John Spencer                  | –                             | 1974/75                       |
| 1975                          | Birmingham Pebble Mill Studios  | Graham Miles                  | 81:27 (Pkt.)                  | Dennis Taylor                 | –                             | 1975/76                       |
| 1976                          | Birmingham Pebble Mill Studios  | John Spencer                  | 69:42 (Pkt.)                  | Dennis Taylor                 | –                             | 1976/77                       |
| 1977                          | Birmingham Pebble Mill Studios  | Perrie Mans                   | 90:21 (Pkt.)                  | Doug Mountjoy                 | –                             | 1977/78                       |
| 1978                          | Birmingham Pebble Mill Studios  | Doug Mountjoy                 | 2:1 (Fr.)                     | Graham Miles                  | –                             | 1978/79                       |
| 1979                          | Birmingham Pebble Mill Studios  | Ray Reardon                   | 2:1 (Fr.)                     | Doug Mountjoy                 | –                             | 1979/80                       |
| 1980                          | Birmingham Pebble Mill Studios  | Eddie Charlton                | 2:1 (Fr.)                     | Ray Reardon                   | –                             | 1980/81                       |
| 1981                          | Birmingham Pebble Mill Studios  | Cliff Thorburn                | 2:0 (Fr.)                     | Jim Wych                      | –                             | 1981/82                       |
| 1982                          | Birmingham Pebble Mill Studios  | Steve Davis                   | 2:0 (Fr.)                     | Eddie Charlton                | –                             | 1982/83                       |
| 1983                          | Birmingham Pebble Mill Studios  | Steve Davis                   | 2:0 (Fr.)                     | Ray Reardon                   | –                             | 1983/84                       |
| 1984                          | Birmingham Pebble Mill Studios  | Terry Griffiths               | 2:1 (Fr.)                     | John Spencer                  | –                             | 1984/85                       |
| 1985                          | Birmingham Pebble Mill Studios  | Doug Mountjoy                 | 2:0 (Fr.)                     | Jimmy White                   | –                             | 1985/86                       |
| 1986                          | Birmingham Pebble Mill Studios  | Jimmy White                   | 2:0 (Fr.)                     | Kirk Stevens                  | –                             | 1986/87                       |
| 1991                          | Stoke-on-Trent Trentham Gardens | Steve Davis                   | 2:1 (Fr.)                     | Stephen Hendry                | –                             | 1991/92                       |
| 1992                          | Blackpool Norbreck Castle Hotel | Neal Foulds                   | 252:176 (Pkt.) 2              | James Wattana                 | –                             | 1992/93                       |
| 1993                          | Birmingham Pebble Mill Studios  | Steve Davis                   | 2:0 (Fr.)                     | Mike Hallett                  | –                             | 1993/94                       |
| 2005                          | London Royal Automobile Club    | Matthew Stevens               | 53:27 (Pkt.)                  | Shaun Murphy                  | –                             | 2005/06                       |
| 2006                          | London Royal Automobile Club    | Mark J. Williams              | 119:13 (Pkt.)                 | John Higgins                  | –                             | 2006/07                       |
| 2007                          | Sheffield Sheffield City Hall   | Ken Doherty                   | 71:36 (Pkt.)                  | Shaun Murphy                  | –                             | 2007/08                       |